# Flipper (Nadja)
Flipper è il diciassettesimo album in studio del gruppo musicale canadese Nadja, pubblicato nel 2013.

## Tracce
1. Drown – 10:12
2. Song for the Sea – 12:33
3. Wrapped in Plastic – 12:14
4. Hands – 9:00

## Formazione

### Gruppo
- Aidan Baker – voce, batteria, chitarra, flauto
- Leah Buckareff – voce, basso